# Concordia Sagittaria
Concordia Sagittaria je grad u talijanskoj pokrajini Venecija (regija Veneto) od 10 775 stanovnika (2008. godine). 

## Zemljopisne karakteristike
Concordia Sagittaria leži na istoku Sjeverne Italije duž obala rijeke Lemene, nešto južnije od Portogruara, udaljena oko 80 km sjeveroistočno od provincijskog centra Venecije, gotovo na granici s regijom Furlanija-Julijska krajina. 

## Povijest
Concordia Sagittaria je osnovana kao rimska kolonija - Iulia Concordia, 42. pr. Kr.pored raskršća dviju važnih puteva Via Annia i Via Postumia, na pola puta između Altinuma i Akvileje. Pred kraj Rimskog Carstva izrasla je u veliki garnizon s impozantnom manufakturom za proizvodnju oružja.
Za barbarskih provala u Italiju razorio ju je Atila, ali se život u gradu obnovio jer je postala biskupsko sjedište u Akvilejskoj buiskupiji. 
Mletačka Republika anektirala ju je zajedno s ostalom Furlanijom 1420. Nakon pada Venecije i napoleonskih ratova - Concordia Sagittaria je kao i ostatak Veneta postao dio Kraljevstva Lombardija-Venecija, vazalne tvorevine Austrijskog carstva sve do 1866. i Ujedinjenja Italije.

## Znamenitosti
Iz antičkih vremena Concordia Sagittaria ima ostatke gradskih bedema i dva mosta, a iz ranokršćanskog perioda nekropolu duž Via Annije iz 4. – 5. st. a, s ostatcima bazilike.
Najveće novovjeke znamenitosti Concordije su romanički baptisterijem iz 11. st.a, pored gotičke ckatedrale San Stefano iz 1466. i biskupska palača iz 15. st.a.

## Gospodarstvo
Concordia Sagittaria je lokalni centar poljoprivrednog kraja, poznat po uzgoju goveda. 

## Vanjske poveznice
- Službene stranice grada (tal.)
- Concordia Sagittaria na portalu Treccani